# Liste der Baudenkmäler in Simmershofen
Auf dieser Seite sind die Baudenkmäler in der mittelfränkischen Gemeinde Simmershofen zusammengestellt. Diese Tabelle ist eine Teilliste der Liste der Baudenkmäler in Bayern. Grundlage ist die Bayerische Denkmalliste, die auf Basis des Bayerischen Denkmalschutzgesetzes vom 1. Oktober 1973 erstmals erstellt wurde und seither durch das Bayerische Landesamt für Denkmalpflege geführt wird. Die folgenden Angaben ersetzen nicht die rechtsverbindliche Auskunft der Denkmalschutzbehörde.

## Baudenkmäler nach Gemeindeteilen

### Simmershofen
| Lage                              | Objekt                                                      | Beschreibung | Akten-Nr.    | Bild           |
| --------------------------------- | ----------------------------------------------------------- | --- | ------------ | -------------- |
| Gollachostheimer Weg 4 (Standort) | Evangelisch-lutherische Nebenkirche Heiligkreuz             | Chorturmkirche, verputztes Bruchsteinmauerwerk mit Eckquaderung, Langhaus mit Satteldach und kleinen Rundbogenfenstern, 14. Jahrhundert, Chorturm Ende 14. Jahrhundert, Aufstockung des Langhauses mit Fachwerkgeschoss, teilweise Abtragung des Chorturmes und Errichtung eines Pyramidendachs mit Dachreiter 1757 | D-5-75-163-3 | weitere Bilder |
| Hauptstraße 15 (Standort)         | Evangelisch-lutherische Pfarrkirche St. Michael und Crispin | Im Kern mittelalterlich, verputztes Bruchsteinmauerwerk, Langhaus mit Walmdach, Lisenen und Sandsteinrahmungen, Turm mit Pyramidendach, nach Plänen von Johann David Steingruber, bezeichnet „1756“, Läutgeschoss mit Hausteinquaderung aufgesetzt 1799; mit Ausstattung                                            | D-5-75-163-1 | weitere Bilder |
| Hauptstraße 26 (Standort)         | Ehemaliges Wohnstallhaus                                    | Eingeschossiger, giebelständiger Frackdachbau, mit Fachwerkobergeschoss, 18. Jahrhundert | D-5-75-163-2 | weitere Bilder |

### Adelhofen
| Lage                    | Objekt                                               | Beschreibung | Akten-Nr.    | Bild           |
| ----------------------- | ---------------------------------------------------- | --- | ------------ | -------------- |
| Adelhofen 5 (Standort)  | Pfarrhaus                                            | Zweigeschossiger, verputzter Schopfwalmdachbau mit Sandsteinrahmungen im Erdgeschoss, teils Fachwerk im Obergeschoss, Mitte 18. Jahrhundert | D-5-75-163-5 | BW             |
| Adelhofen 17 (Standort) | Evangelisch-lutherische Pfarrkirche St. Bartholomäus | Zweigeschossiges Langhaus mit Satteldach und dreiseitigem Abschluss, verputztes Bruchsteinmauerwerk mit Hausteineckquaderung, viergeschossiger Fassadenturm mit Gurtgesimsen und Pyramidendach, Turm 15. Jahrhundert, Turmobergeschoss 1756, Langhaus von Johann Gottlieb Riedel, 1786–87; mit Ausstattung | D-5-75-163-4 | weitere Bilder |
| Adelhofen 57 (Standort) | Gasthof                                              | Zweigeschossiger Halbwalmdachbau, verputztes Fachwerkobergeschoss, Tür- und Fensterrahmung aus Sandstein, nördlicher Anbau, Außentreppe, 17./18. Jahrhundert | D-5-75-163-6 | weitere Bilder |
| Adelhofen 57 (Standort) | Scheune                                              | Eingeschossiger Fachwerkbau mit Mansardgiebeldach, bez. 1839 | D-5-75-163-6 | weitere Bilder |
| Adelhofen 57 (Standort) | Hoftor                                               | Steinerne Pfeiler mit ein- und zweiflügligem schmiedeeisernem Tor, 2. Hälfte 19. Jh. | D-5-75-163-6 | weitere Bilder |

### Auernhofen
| Lage                           | Objekt                                                     | Beschreibung | Akten-Nr.    | Bild           |
| ------------------------------ | ---------------------------------------------------------- | --- | ------------ | -------------- |
| Lange Dorfstraße 16 (Standort) | Evangelisch-lutherische Kirche Heiligkreuz und St. Blasius | Chorturmkirche, Turm mit Welscher Haube im Kern spätmittelalterlich, Turm, Sakristeianbau und Langhaus mit Risalit, Walmdach und Sandsteinrahmungen nach Plänen von Gabriel de Gabrieli, 1714, oktogonales Turmobergeschoss aus Fachwerk, 1793; mit Ausstattung | D-5-75-163-7 | weitere Bilder |
| Lange Dorfstraße 16 (Standort) | Kirchhofmauer                                              | Aus Quadermauerwerk, 18. Jahrhundert | D-5-75-163-7 | weitere Bilder |
| Lange Dorfstraße 16 (Standort) | Ehemaliges Beinhaus                                        | Eingeschossig aus Bruchsteinmauerwerk mit Halbwalmdach, 18. Jahrhundert | D-5-75-163-7 | weitere Bilder |

### Equarhofen
| Lage                                             | Objekt                                         | Beschreibung | Akten-Nr.     | Bild                                      |
| ------------------------------------------------ | ---------------------------------------------- | --- | ------------- | ----------------------------------------- |
| In Equarhofen; am westlichen Ortsrand (Standort) | Bildstock                                      | Viereckiger Schaft und spitzbogiges Gehäuse ohne bildliche Darstellung, Monolith aus Muschelkalk, spätmittelalterlich | D-5-75-163-19 | BW                                        |
| Equarhofen 15 (Standort)                         | Austragshaus                                   | Eingeschossiger Mansarddachbau, Sockel, West- und Nordwand massives Quadermauerwerk, sonst Fachwerk, bezeichnet „1876“ | D-5-75-163-30 | BW                                        |
| Equarhofen 29 (Standort)                         | Wohnstallhaus                                  | Eingeschossiger, traufständiger Satteldachbau, Fachwerk, teils massiv, 1823 | D-5-75-163-11 | weitere Bilder                            |
| Equarhofen 38 (Standort)                         | Ehemaliges Wohnstallhaus                       | Frackdachhaus, Fachwerk, östliche Wand verputzt, Fachwerk Erdgeschoss später erneuert, 17. Jahrhundert | D-5-75-163-12 | weitere Bilder                            |
| Equarhofen 39 (Standort)                         | Wohnteil eines ehemaligen Wohnstallhauses      | Zweigeschossiger Satteldachbau mit Fachwerkobergeschoss, Erdgeschoss mit Muschelkalkquadern und Sandsteinrahmungen, bezeichnet „1863“ | D-5-75-163-13 | Wohnteil eines ehemaligen Wohnstallhauses |
| Equarhofen 44 (Standort)                         | Ehemaliges Wohnstallhaus                       | Eingeschossiger Satteldachbau, massives Erdgeschoss mit Hausteinrahmung, Sohlbankgesims, Obergeschoss Fachwerk mit Geschossgesimsen, bezeichnet „1853“ | D-5-75-163-14 | Ehemaliges Wohnstallhaus                  |
| Equarhofen 45 (Standort)                         | Ehemaliges Wohnstallhaus                       | Eingeschossiger Satteldachbau, Fachwerk, Nordwand massiv, erste Hälfte 19. Jahrhundert | D-5-75-163-15 | BW                                        |
| Equarhofen 46 (Standort)                         | Ehemaliges Wohnstallhaus                       | Zweigeschossiger Krüppelwalmdachbau, Fachwerkobergeschoss, Erdgeschoss später massiv unterfangen, bezeichnet „1822“ | D-5-75-163-16 | Ehemaliges Wohnstallhaus                  |
| Equarhofen 47 (Standort)                         | Ehemaligen Brauerei, Wohnhaus                  | Zweigeschossiger, verputzter Schopfwalmdachbau mit Fachwerkobergeschoss, südlichen Anbau, vorgelagerter Außentreppe und Sandsteinrahmungen, bezeichnet „1846“ (Türsturz), „1850“ (Westgiebel), „1921“ (Treppengeländer).                                                             | D-5-75-163-17 | weitere Bilder                            |
| Equarhofen 47 (Standort)                         | Scheune                                        | Sandsteinquaderbau mit Mansardgiebeldach und Rundbogentor, bez. 1857 (Treppengeländer). | D-5-75-163-17 | weitere Bilder                            |
| Equarhofen 64 (Standort)                         | Wohnhaus                                       | Eingeschossiger Mansarddachbau auf Steinquadersockel, straßenseitig mit zwei Gauben und Außentreppe, Fachwerk an Süd- und Westwand, um 1800 | D-5-75-163-18 | weitere Bilder                            |
| Equarhofen 77 (Standort)                         | Ehemaliges Schulhaus                           | Halbwalmdachbau, bezeichnet „1793“ | D-5-75-163-10 | BW                                        |
| Equarhofen 80 (Standort)                         | Evangelisch-lutherische Pfarrkirche St. Kilian | Chorturmkirche, im Chorturm wohl Reste des romanischen Vorgängerbaus erhalten, Chorturm mit Pyramidendach und Langhaus mit Walmdach wohl 1507, nördlicher Sakristeianbau mit Pultdach und Turmobergeschoss 1579, Langhaus erweitert und erhöht mit Ochsenaugen 1752; mit Ausstattung | D-5-75-163-8  | weitere Bilder                            |
| Equarhofen 80 (Standort)                         | Friedhof                                       | mit Grabmäler des 18. und 19. Jahrhunderts | D-5-75-163-8  | weitere Bilder                            |
| Equarhofen 80 (Standort)                         | Friedhofsmauer                                 | Unverputztes Quadermauerwerk, wohl später nach Osten erweitert, bezeichnet „1579“ | D-5-75-163-8  | weitere Bilder                            |

### Hohlach
| Lage                                                               | Objekt                                   | Beschreibung | Akten-Nr.     | Bild           |
| ------------------------------------------------------------------ | ---------------------------------------- | --- | ------------- | -------------- |
| Grundwiese; an der Nordwestecke des Amtholzes (Standort)           | Grenzstein, sogenannter Jagdstein        | Aus Sandstein, 18. Jahrhundert | D-5-75-163-27 | BW             |
| Unteres Amtholz (Standort)                                         | Grenzstein                               | Liegend, bezeichnet „1755“ | D-5-75-163-28 | BW             |
| Hohlach 10 (Standort)                                              | Evangelisch-lutherische Kirche St. Georg | Chorturmkirche, verputzter Bruchsteinmauerwerksbau mit Gliederung und Sandsteinrahmungen, Langhaus mit Walmdach, viergeschossiger Turm mit Achtort und Pyramidendach, nördlich Sakristeianbau, Turm im Kern von mittelalterlichen Vorgängerbau, Kirchbau nach Plan von Johann David Steingruber, 1739–40; mit Ausstattung | D-5-75-163-20 | weitere Bilder |
| Hohlach 11 (Standort)                                              | Wohnstallhaus                            | Eingeschossiger Satteldachbau, Wohnteil aus Fachwerk, nach 1828 | D-5-75-163-21 | weitere Bilder |
| Hohlach 13 (Standort)                                              | Wohnstallhaus                            | Eingeschossiger, giebelständiger Fachwerkbau mit Satteldach, 18./frühes 19. Jh., nach Norden erweitert 1907 | D-5-75-163-33 | weitere Bilder |
| Hohlach 13 (Standort)                                              | Garteneinfriedung                        | Ornament-Gitterzaun aus Metall, bez. 1901 | D-5-75-163-33 | weitere Bilder |
| Hohlach 32 (Standort)                                              | Wohnstallhaus                            | Eingeschossiger Krüppelwalmdachbau, Fachwerk am Wohnteil und Nordgiebel, nach Plänen von Johann Daniel Nickel, 1854–56 | D-5-75-163-22 | weitere Bilder |
| Hohlach 55 (Standort)                                              | Ehemaliges Rittergut, Herrenhaus         | Zweigeschossiges Wohnhaus mit Krüppelwalmdach, steinernen und genuteten Ecklisenen, geohrte Rahmungen und Gesimse aus Rotsandstein, Freitreppe zum Hof, bezeichnet „1718“ | D-5-75-163-24 | BW             |
| Hohlach 55 (Standort)                                              | Wirtschaftsgebäude                       | L- und U-förmige, ein- und zweigeschossige Walmdachbauten mit Schleppgauben, 18./frühes 19. Jh.18./19. Jahrhundert | D-5-75-163-24 | weitere Bilder |
| Hohlach 55 (Standort)                                              | Garten                                   | Einfriedung, Sandsteinpfeiler mit schmiedeeisernem Gitter, nach 1761 | D-5-75-163-24 | BW             |
| Hohlach 55 (Standort)                                              | Hoftore                                  | Zwei Sandsteintore mit Nutung, Rundbogenportal mit Pilastern bzw. zwei Pfeiler mit Pinienzapfenaufsatz, 18. Jh. | D-5-75-163-24 | weitere Bilder |
| Von Hohlach nach Langensteinach (Standort)                         | Steinkreuz                               | Spätmittelalterlich | D-5-75-163-26 | BW             |
| Hopfenmanndla, Turmwasenteile, nördlich des Rittergutes (Standort) | Steinkreuz                               | Kurze abgerundete Enden, Sandstein, spätmittelalterlich | D-5-75-163-25 | weitere Bilder |

### Walkershofen
Schloss mit vorgelagertem Wirtschaftshof (Aktennummer D-5-75-163-29):
- Wohntrakt (Lage), Teil der ehemaligen Wasserschlossanlage, bestehend aus dreigeschossigen, verputzten Nord- und Westflügel mit Satteldach, Schweifgiebel mit Akroteren sowie viergeschossige bastionsartige Ecktürme mit Mansarddach, Fensterrahmungen aus Buntsandstein, Eckquaderung, nach 1614 (dendrochronologisch datiert), Umbau durch Joseph Greising 1718–23 (dendrochronologisch datiert), Batterieturm mit Umfassungsmauer und Portal ergänzen zu viereckiger Anlage, dreibogige Steinquaderbrücke verbindet mit Wirtschaftshof
- Batterieturm mit Umfassungsmauer und Portal ergänzen zu viereckiger Anlage, dreibogige Steinquaderbrücke verbindet mit Wirtschaftshof
- Teil des ehemaligen Wächterhauses (Lage), später Schmiede, eingeschossiger Walmdachbau aus Bruchsteinmauerwerk, im Kern 17. Jh., 1718 (dendrochronologisch datiert)
- Ehemaliges Gutshaus (Lage), zweigeschossiger Schopfwalmdachbau aus Bruchsteinmauerwerk mit hofseitiger Außentreppe, 17./18. Jahrhundert
- Scheune (Lage), Satteldachbau aus Bruchsteinmauerwerk, Wetterfahne bez. 1847
- Ehemaliges Milchhaus (Lage), eingeschossiger Bruchsteinquaderbau mit Fachwerkgiebel, Krüppelwalmdach und Fledermausgaube, 18. Jh.
- Barockgarten (Lage), mit Portal, Brunneneinfassung und Sandsteinvasen auf Futtermauer, 1. Hälfte 18. Jh.
- Umfassungs-/Futtermauer des Wirtschaftshofes (Lage), Bruchstein mit Verbindungsbrücke zum Wirtschaftshof und zwei Rundbogenportalen, südwestliches Tor bez. 1722, 17./18. Jh.
- Graben (Lage), teils mit Futtermauer, jeweils im Süden und Osten des Schlosses und des Wirtschaftshofes, mittelalterlich
- zwei Steinvasen, 18. Jh.

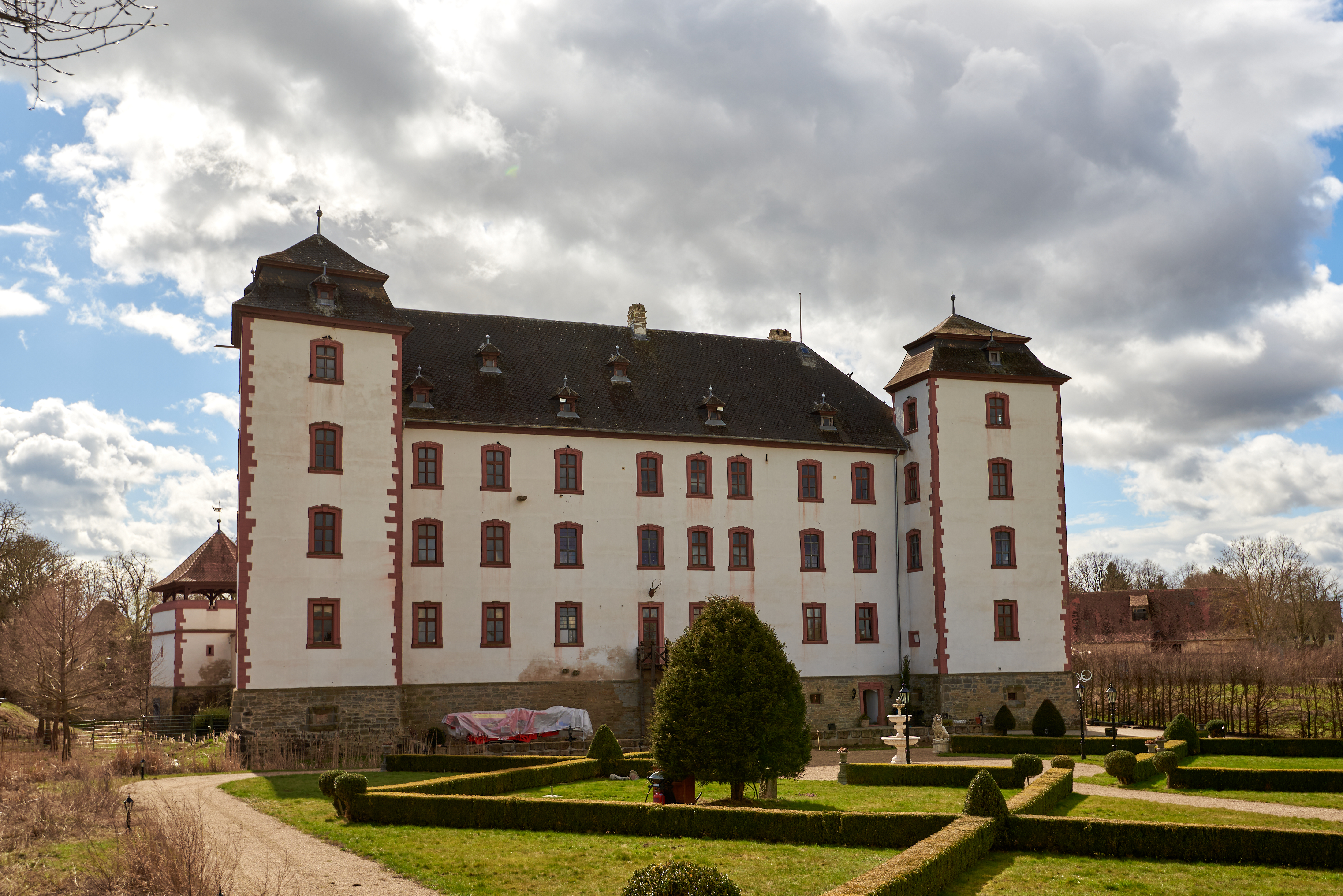
Schloss Walkershofen, von Norden
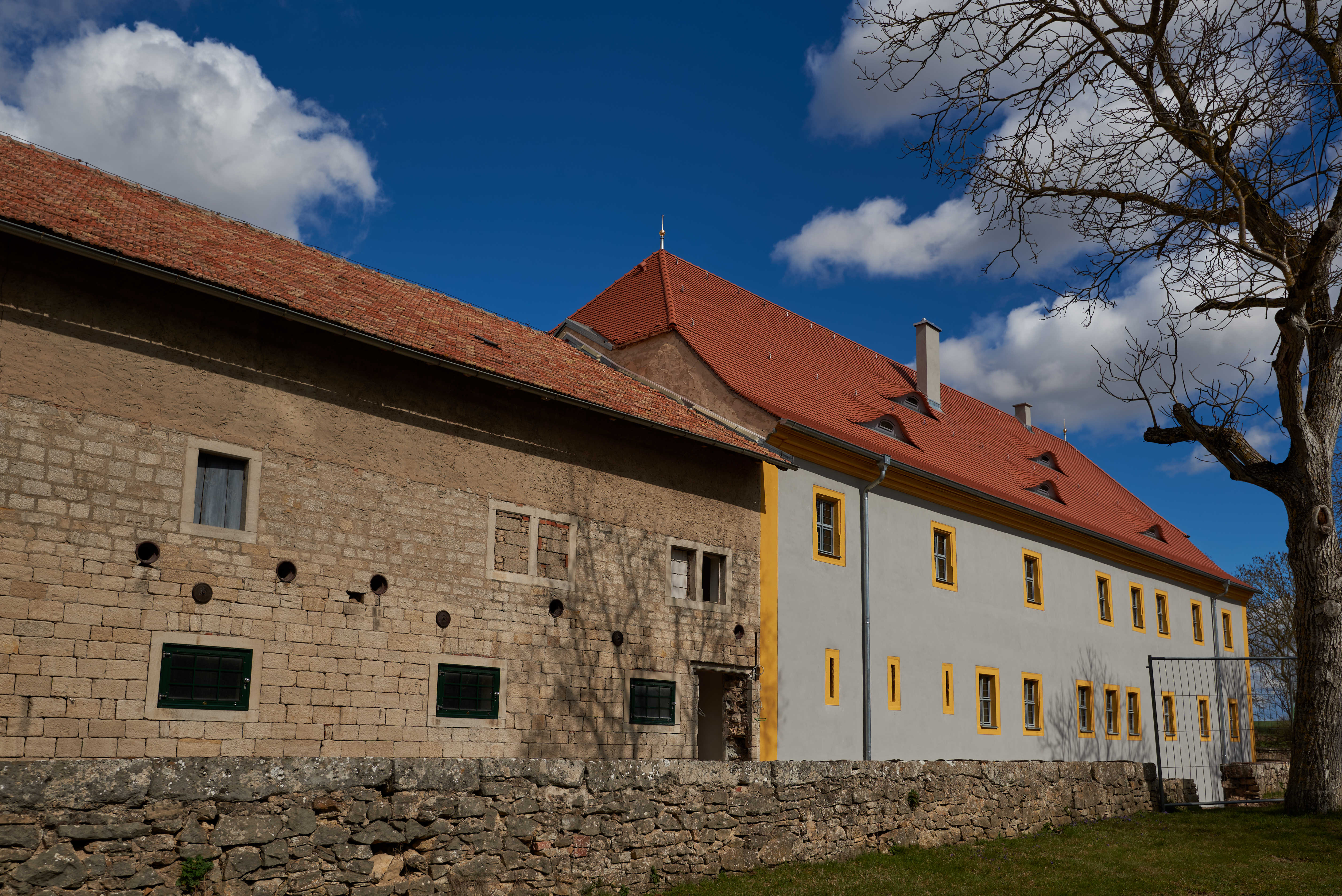
Gutshaus
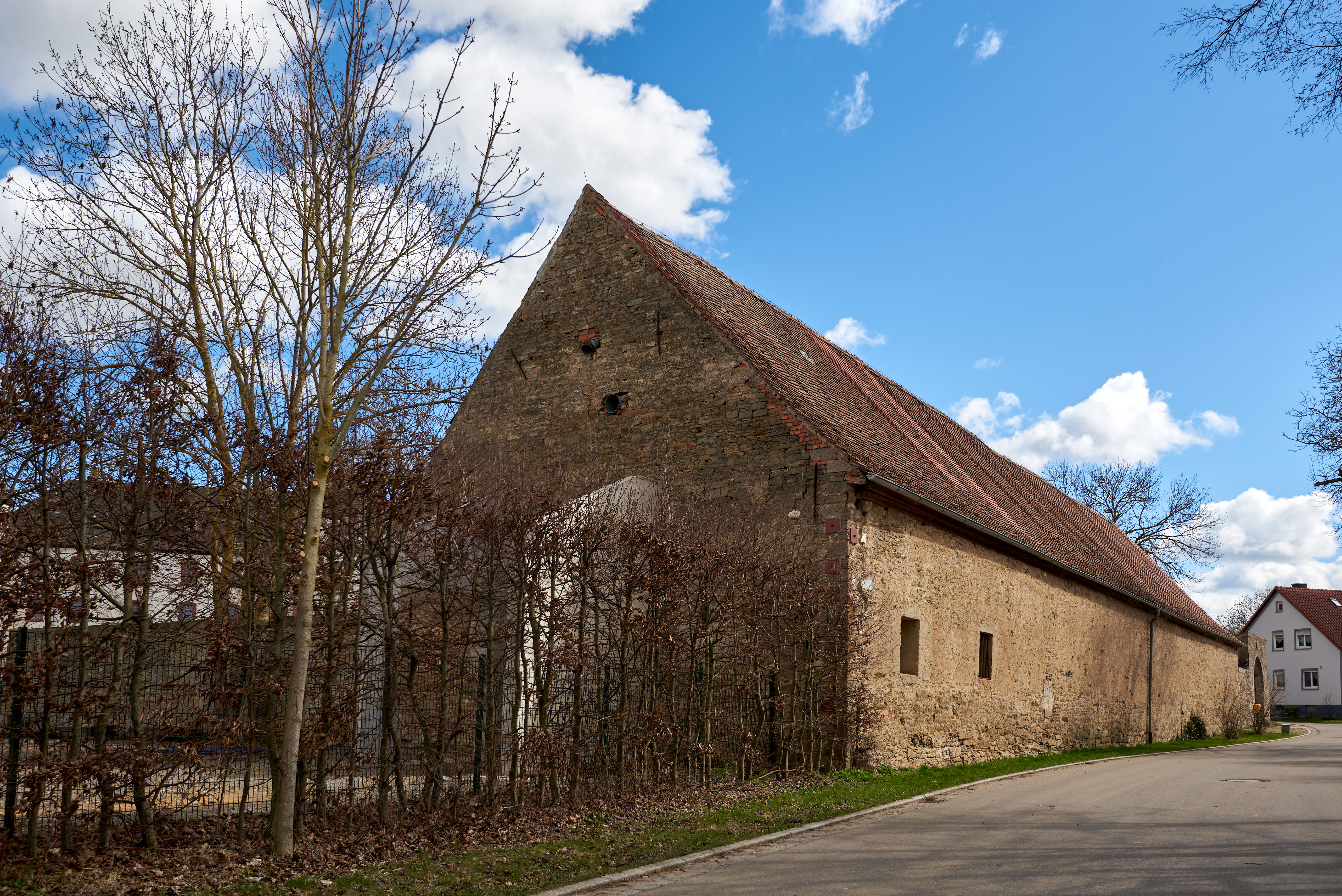
Scheune
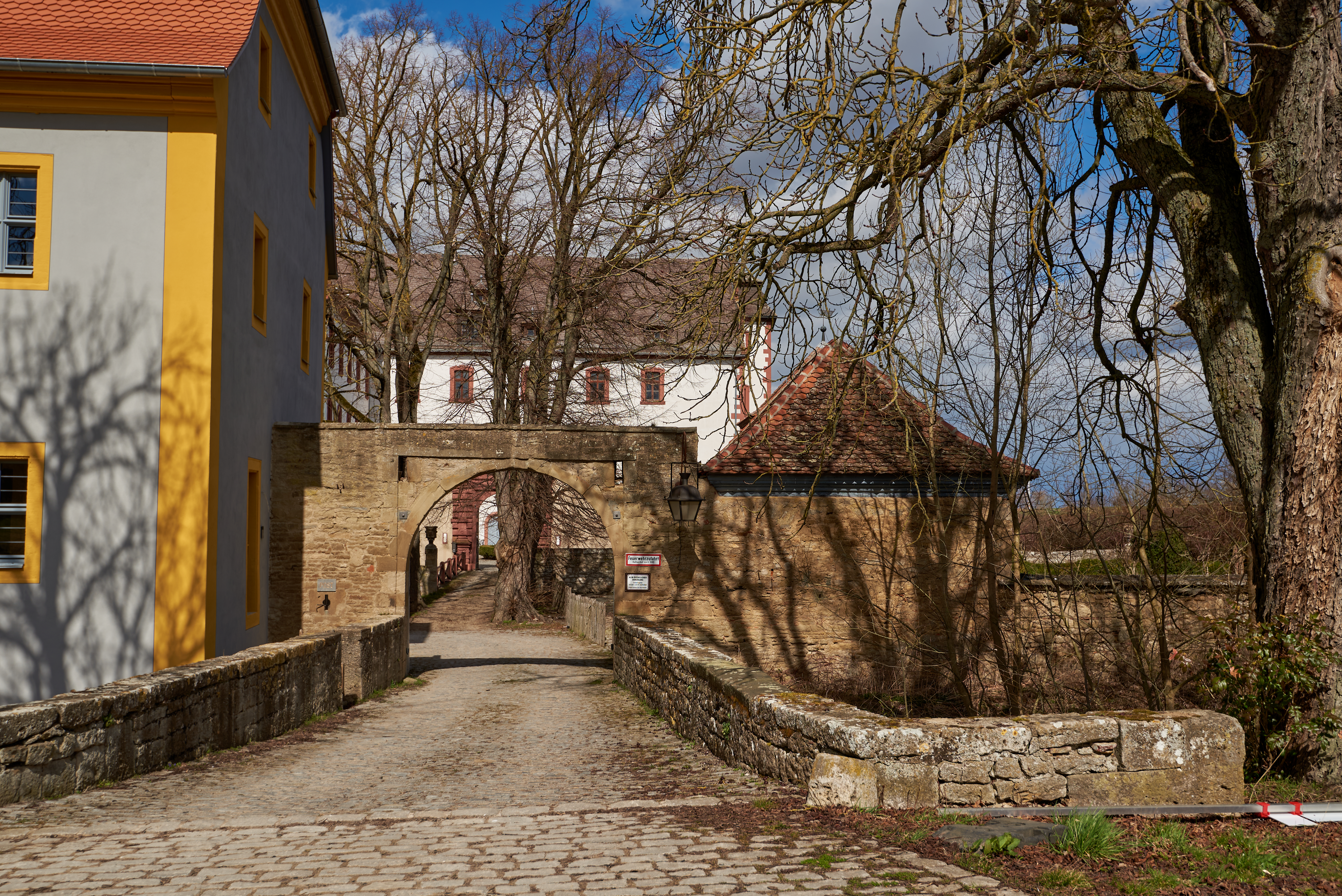
Einfriedung und Brücke zum Wirtschaftshof
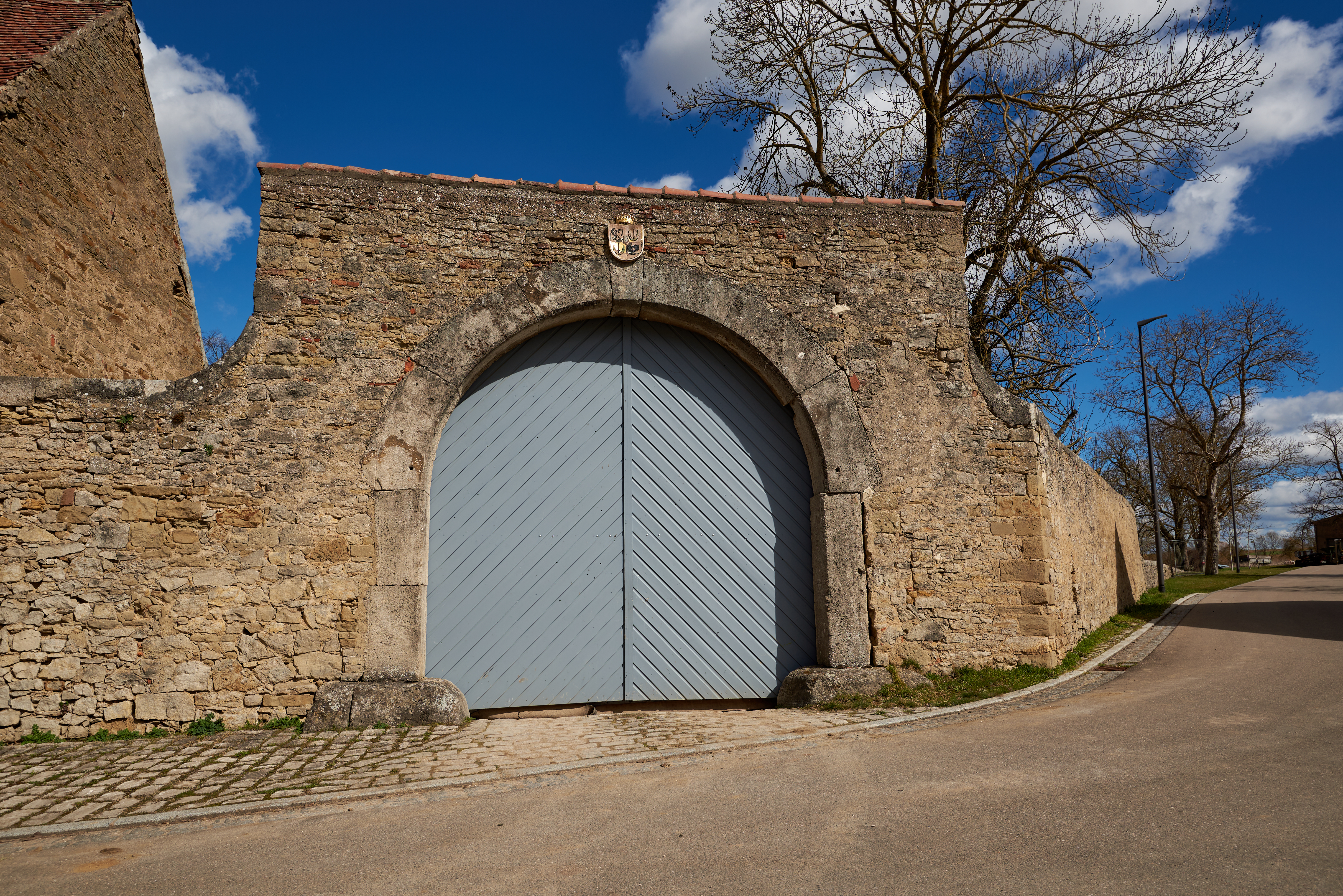
Südwestliches Hoftor